# هاري لاكمان
هاري لاكمان (بالإنجليزية: Harry Lachman)‏ (و. 1886 – 1975 م) هو سينوغراف، ومخرج أفلام، وكاتب سيناريو، ورسام، ومصمم، ورسام توضيحي أمريكي، ولد في لاسال، توفي في بيفرلي هيلز كاليفورنيا، عن عمر يناهز 89 عاماً.

## التعليم
تعلم في جامعة ميشيغان
.

## جوائز
حصل على جوائز منها:

وسام جوقة الشرف من رتبة فارس

## وصلات خارجية
- هاري لاكمان على موقع IMDb (الإنجليزية)
- هاري لاكمان على موقع ألو سيني (الفرنسية)
- هاري لاكمان على موقع أول موفي (الإنجليزية)
- هاري لاكمان على موقع قاعدة بيانات الأفلام السويدية (السويدية)
- هاري لاكمان على موقع قاعدة بيانات الفيلم (الإنجليزية)
- هاري لاكمان على موقع كينوبويسك (الروسية)